# Мисс США 1954
Мисс США 1954 (англ. Miss USA 1954) — 3-й конкурс красоты Мисс США прошедший в 1954 году, в Long Beach Municipal Auditorium, Лонг-Бич. Представительницы штатов участвовали в инаугурации победительницы конкурса. Победительницей конкурса стала Мириам Стивенсон от штата Южная Калифорния.

## Результаты
| Итоговое место                   | Участница |
| -------------------------------- | --- |
| Мисс США 1954                    | - Калифорния — Мириам Стивенсон |
| 1-я Вице Мисс                    | - Виргиния — Эллен Уайтхед |
| 1-я Вице Мисс Мисс мира США 1954 | - Нью-Йорк — Карин Хальтман |
| 2-я Вице Мисс                    | - Нью-Йорк – Рене Рой |
| 3-я Вице Мисс                    | - Техас — Бетти Ли |
| 4-я Вице Мисс                    | - Иллинойс — Селеста Равель |
| Топ 21                           | - Арканзас — Вэйдин Несбитт - Калифорния — Сандра Ли Констанс - Коннектикут — Андреа Тодд - Вашингтон (округ Колумбия) — Лаура Фарли - Индиана — Сесилия Анна Деннис - Айова — Ионе Лукенс - Теннесси — Дженис Беверли Боулз - Миннесота — Даун Джойс - Миссури — Элис Жан Порритт - Монтана — Даун Оуни - Небраска — Мардж Винкофф - Нью-Джерси — Эвелин Оровиц - Огайо — Барбара Джойс Ранда - Висконсин — Рита Доолрес Янджер |

## Участницы
| - Аризона — Бонни Омади Джонсон - Вайоминг — Фэйт Адель Раденбо - Вашингтон — Дарлин Гейл Шрайд - Вермонт — Джорджия Лорис - Виргиния — Кэрол Хаммарк - Западная Виргиния — Сандра Вагги - Канзас — Сью Рейвенкрофт - Кентукки — Никки Хорнер - Колорадо — Лорна Баттерсон - Коннектикут — Вайолет Фукс - Луизиана — Сэди Мари Винсон - Массачусетс — Нэн Коуэн - Миссури — Джо Энн Линде | - Мичиган — Джерри Хоффман - Невада — Мэри Джейн Арнольд - Нью-Гэмпшир — Мирна Луиза Смит - Орегон — Шарлотта Миллер - Пенсильвания — Хелен Видович - Род-Айленд — Джойс Энн Сандберг - Северная Дакота — Приселла Джейн Хьюитт - Северная Каролина — Энн Пикетт - Теннесси — Барбара Сью Холли - Флорида — Розмари Талуччи - Южная Дакота — Барбара Энн Браун - Юта — Лаверна Лауб |

- Дисквалицированы:
  -  Мэриленд — Барбара Энн Эшенбург
  -  Пенсильвания — Элейн Дюфин
  -  Виргиния — Эллен Уайтхед